# Meridià 108 a l'est
El meridià 108 a l'est de Greenwich és una línia de longitud que s'estén des del pol Nord travessant l'oceà Àrtic, Àsia, l'oceà Índic, l'oceà Antàrtic i l'Antàrtida fins al pol Sud.
El meridià 108 a l'est forma un cercle màxim amb el meridià 72 a l'oest. Com tots els altres meridians, la seva longitud correspon a una semicircumferència terrestre, uns 20.003,932 km. Al nivell de l'Equador, és a una distància del meridià de Greenwich de 12.022 km.

## De Pol a Pol
Començant en el pol Nord i dirigint-se cap al pol Sud, aquest meridià travessa:
| Coordenades                               | País, territori o mar        | Notes |
| ----------------------------------------- | ---------------------------- | --- |
| 90° 0′ N, 108° 0′ E / 90.000°N,108.000°E  | Oceà Àrtic                   | |
| 79° 44′ N, 108° 0′ E / 79.733°N,108.000°E | Mar de Làptev                | Passa a l'est de l'illa Mali Taymir, Krai de Krasnoiarsk, Rússia (at 78° 7′ N, 107° 45′ E / 78.117°N,107.750°E) · Passa a l'est de l'illa Ostrov Bol'ixoi, Krai de Krasnoiarsk, Rússia (a 77° 18′ N, 107° 45′ E / 77.300°N,107.750°E) |
| 76° 55′ N, 108° 0′ E / 76.917°N,108.000°E | Rússia                       | Krai de Krasnoiarsk — Península de Taimir |
| 76° 54′ N, 108° 0′ E / 76.900°N,108.000°E | Badia de Faddei              | |
| 76° 31′ N, 108° 0′ E / 76.517°N,108.000°E | Rússia                       | Krai de Krasnoiarsk — Península de Taimir |
| 73° 39′ N, 108° 0′ E / 73.650°N,108.000°E | Golf de Khàtanga             | |
| 73° 12′ N, 108° 0′ E / 73.200°N,108.000°E | Rússia                       | Krai de Krasnoiarsk Sakhà — des de 69° 43′ N, 108° 0′ E / 69.717°N,108.000°E Krai de Krasnoiarsk — des de 64° 11′ N, 108° 0′ E / 64.183°N,108.000°E Óblast d'Irkutsk — des de 64° 1′ N, 108° 0′ E / 64.017°N,108.000°E Buriàtia — des de 53° 14′ N, 108° 0′ E / 53.233°N,108.000°E (frontera al Llac Baikal) Krai de Zabaikàlie — des de 50° 20′ N, 108° 0′ E / 50.333°N,108.000°E |
| 49° 40′ N, 108° 0′ E / 49.667°N,108.000°E | Mongòlia                     | |
| 42° 26′ N, 108° 0′ E / 42.433°N,108.000°E | República Popular de la Xina | Mongòlia Interior Shaanxi – des de 37° 49′ N, 108° 0′ E / 37.817°N,108.000°E Gansu – des de 36° 38′ N, 108° 0′ E / 36.633°N,108.000°E Shaanxi – des de 35° 16′ N, 108° 0′ E / 35.267°N,108.000°E Sichuan – des de 32° 8′ N, 108° 0′ E / 32.133°N,108.000°E Chongqing – des de 30° 1′ N, 108° 0′ E / 30.017°N,108.000°E Guizhou – des de 29° 2′ N, 108° 0′ E / 29.033°N,108.000°E Guangxi – des de 25° 11′ N, 108° 0′ E / 25.183°N,108.000°E |
| 21° 33′ N, 108° 0′ E / 21.550°N,108.000°E | Vietnam                      | Quảng Ninh – per uns 10 km |
| 21° 27′ N, 108° 0′ E / 21.450°N,108.000°E | Mar de la Xina Meridional    | Golf de Tonquín |
| 16° 18′ N, 108° 0′ E / 16.300°N,108.000°E | Vietnam                      | Thừa Thiên–Huế Da Nang – des de 16° 12′ N, 108° 0′ E / 16.200°N,108.000°E Quảng Nam – des de 15° 55′ N, 108° 0′ E / 15.917°N,108.000°E Kon Tum – des de 15° 0′ N, 108° 0′ E / 15.000°N,108.000°E Gia Lai – des de 14° 15′ N, 108° 0′ E / 14.250°N,108.000°E Đắk Lắk – des de 13° 23′ N, 108° 0′ E / 13.383°N,108.000°E Đắk Nông – des de 12° 18′ N, 108° 0′ E / 12.300°N,108.000°E Lâm Đồng – des de 12° 7′ N, 108° 0′ E / 12.117°N,108.000°E Đắk Nông – des de 12° 3′ N, 108° 0′ E / 12.050°N,108.000°E Lâm Đồng – des de 11° 48′ N, 108° 0′ E / 11.800°N,108.000°E Bình Thuận – des de 11° 20′ N, 108° 0′ E / 11.333°N,108.000°E |
| 10° 42′ N, 108° 0′ E / 10.700°N,108.000°E | Mar de la Xina Meridional    | |
| 4° 2′ N, 108° 0′ E / 4.033°N,108.000°E    | Indonèsia                    | Illa de Natuna Besar |
| 3° 56′ N, 108° 0′ E / 3.933°N,108.000°E   | Mar de la Xina Meridional    | |
| 2° 35′ S, 108° 0′ E / 2.583°S,108.000°E   | Indonèsia                    | Illa de Belitung |
| 3° 15′ S, 108° 0′ E / 3.250°S,108.000°E   | Mar de Java                  | |
| 6° 17′ S, 108° 0′ E / 6.283°S,108.000°E   | Indonèsia                    | Illa de Java |
| 7° 44′ S, 108° 0′ E / 7.733°S,108.000°E   | Oceà Índic                   | |
| 60° 0′ S, 108° 0′ E / 60.000°S,108.000°E  | Oceà Antàrtic                | |
| 66° 35′ S, 108° 0′ E / 66.583°S,108.000°E | Antàrtida                    | Territori Antàrtic Australià, reclamat per Austràlia |